# Anna Margarete Stegmann
Pour les articles homonymes, voir Stegmann.
Anna Margarete Stegmann, née Anna Margarete Meyer le 12 juillet 1871 à Zurich (Suisse) et morte le 1er juillet 1936 à Arlesheim (Suisse), est une psychiatre, psychanalyste et femme politique allemande (également de nationalité suisse), membre du SPD. 

## Biographie
Elle fait des études de médecine à l'université de Zurich, où elle obtient son diplôme. Assistante du docteur Cornelius, elle se rend à Berlin, et fait un complément de formation à l'hôpital de la Charité. En 1909, elle épouse Arnold Stegmann et s'installe comme psychiatre à Dresde. Son époux meurt en 1914. 
En 1918, elle rejoint le SPD. Entre 1920 et 1924, elle est conseillère municipale de Dresde. Entre 1924 et 1930, elle est députée au Reichstag.
Elle est psychanalyste, l'une des trois premières femmes membres de la Société allemande de psychanalyse, et membre de l'Association psychanalytique internationale. Elle est également membre de la société Schopenhauer et de la Ligue internationale des femmes pour la paix et la liberté et elle est l'auteur de nombreux articles sur des sujets politiques, philosophiques et médicaux.
Après l'arrivée d'Adolf Hitler au pouvoir en 1933, elle retourne en Suisse.

## Publications
- Beitrag zur Psychologie des Kindsmords, Leipzig 1910
- « Ein Fall von Namenvergessen », Zentralblatt für Psychoanalyse und Psychotherapie 2, 1912, p.650
- « Darstellung epileptischer Anfälle im Traum », Internationale Zeitschrift für Psychoanalyse 1, 1913, 560f
- « Identifizierung mit dem Vater », Zentralblatt für Psychoanalyse und Psychotherapie 1, 1913
- « Ein Vexiertraum », Internationale Zeitschrift für Psychoanalyse 1, 1913, 486 – 489
- « Die §§ 218/219 des Strafgesetzes», Vierteljahresschrift des Bundes Deutscher Ärztinnen 1(2), 1924, p.27-30
- « Die Psychogenese organischer Krankheiten und das Weltbild », Imago 12, 1926, p.196-202
- « Frauenblindheit der Männer – eine alte Krankheit », Die Genossin 6, 1929
- « Stimmen gegen den § 218 », Der Sozialistische Arzt 7, 1931